# Stylobaat

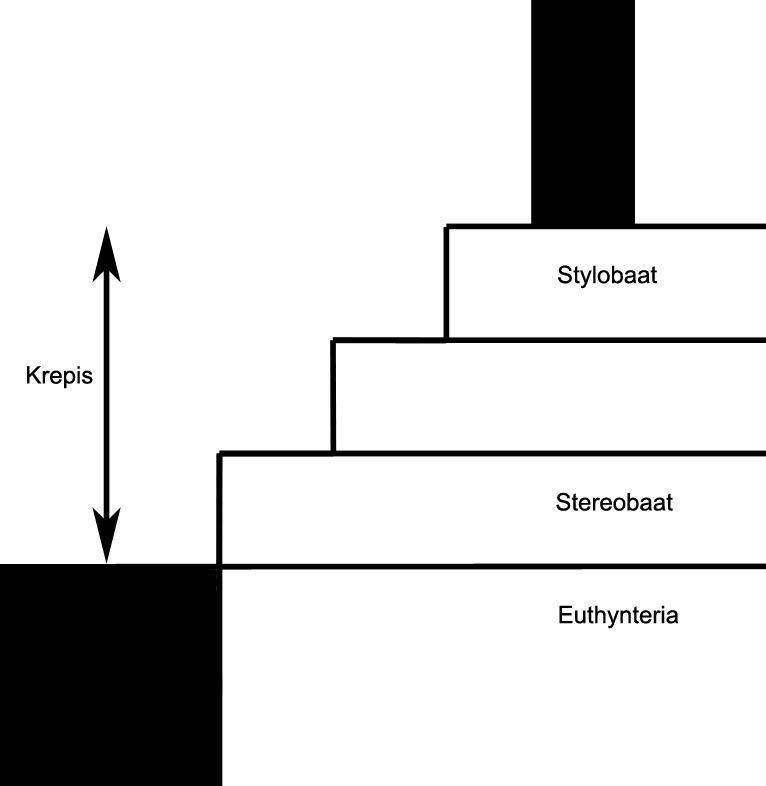
Schema van de opbouw van de fundering van een Griekse tempel

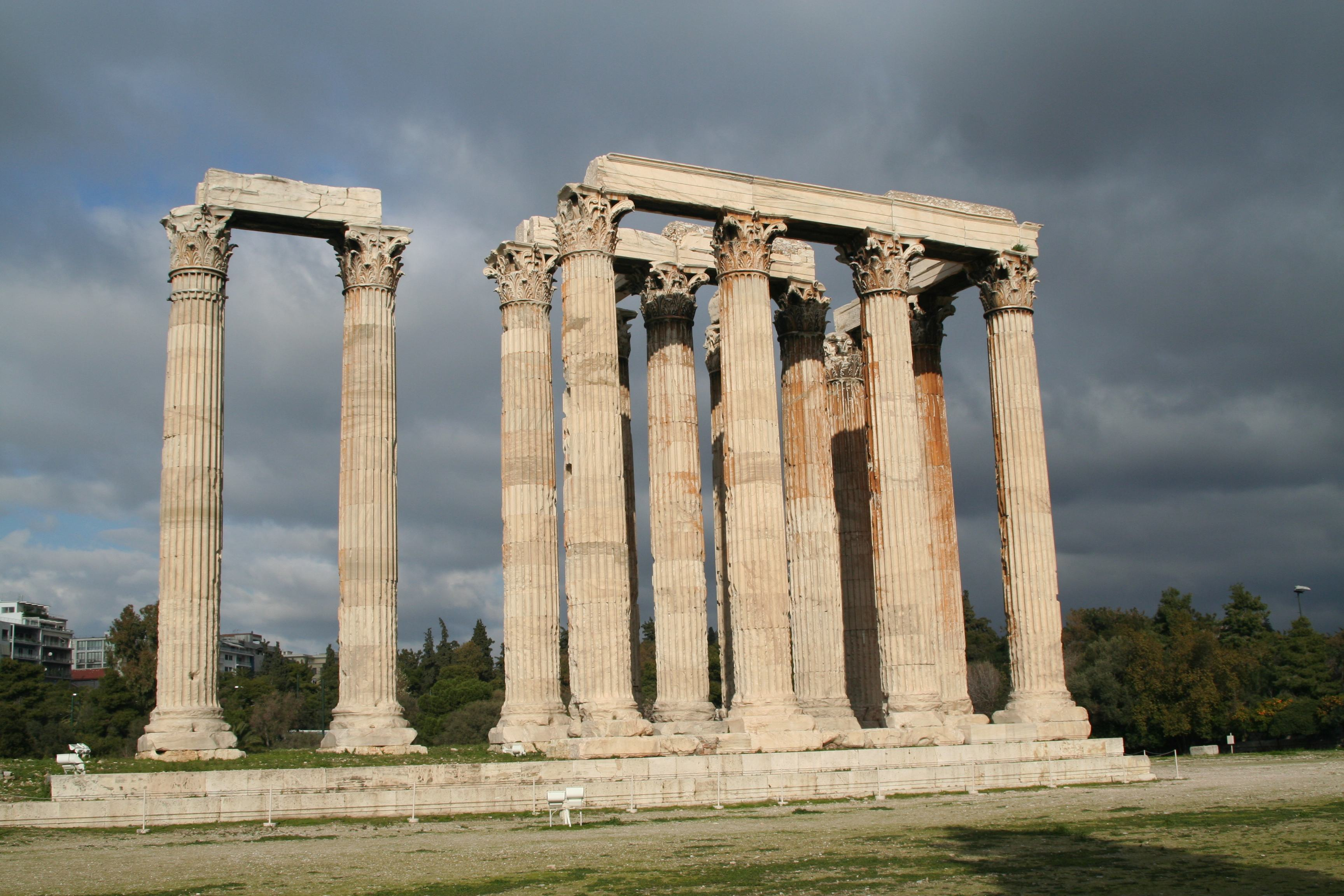
Ruïne van de Tempel van Zeus in Athene met 3 traptreden, de bovenste is de stylobaat

In de Dorische en de Ionische orde bestond de fundering van de tempel uit 3 lagen steen. Elke laag was smaller dan de onderliggende laag. Op deze manier werd een trap om het hele gebouw verkregen. De bovenste trede, die tevens de vloer van de tempel vormde, werd de stylobaat genoemd.
In de hedendaagse architectuur wordt er het bovenste deel van de getrapte basis van een gebouw of de gezamenlijke sokkeletage (een etage aan de basis van een gebouw waarvan de basis zich onder het maaiveld bevindt) die verschillende gebouwen verenigt, mee aangeduid.
Boven op de stylobaat rust het basement van een zuil.